# Jan Topinka
Jan Topinka (12. května 1837 Skryje – 1. ledna 1916 Karlín), byl rakouský a český podnikatel, národohospodář, propagátor záložen a politik, na konci 19. století poslanec Českého zemského sněmu, starosta Karlína.

## Biografie
Vystudoval reálku v Praze a pak pražskou techniku. Chtěl být pedagogem a tak začal studoval ještě učitelský kurz. Po jednom roce ale odešel do firmy G. Janouška v Praze a po dalších pěti letech si spolu inženýrem Skokánkem založil v Karlíně továrnu na ohnivzdorné pokladny a váhy. Od roku 1868 podnik převzal plně Ing. Skokánek a Topinka se pak věnoval veřejným a národohospodářským aktivitám. Zaměřoval se na rozvoj českého finančnictví, zejména záložen. V roce 1868 byl zvolen do výboru Občanské záložny v Karlíně a na této funkci setrval téměř 48 let, přičemž od roku 1871 jako místopředseda a od roku 1890 předseda tohoto ústavu. Účastnil se sjezdů českých záložen, od 80. let organizoval okresní hospodářské záložny v Čechách. V roce 1890 zasedal ve výkonném výboru pro expozici záložen v rámci připravované Jubilejní zemské výstavy v Praze roku 1891. Od roku 1869 zasedal i v Úvěrním spolku záložen při Živnostenské bance, v němž od roku 1874 dlouhodobě zastával funkci jeho předsedy. Od roku 1875 působil i v Ústředním výboru záložen, od roku 1884 coby místopředseda Jednoty záložen v Čechách, na Moravě a ve Slezsku (od roku 1907 až do své smrti předseda této organizace). Roku 1877 usedl rovněž do správní rady Živnostenské banky, od roku 1891 byl jejím místopředsedou. Byl taky členem správní rady První pražské zastavárny (v letech 1895–1911 jejím předsedou). Inicioval vznik firmy První česko-moravská továrna na stroje v Praze, v níž hned na první valné hromadě roku 1871 usedl do správní rady, od roku 1878 coby její místopředseda a od roku 1898 až do své smrti předseda. V roce 1883 ho do správní rady zvolila Česká společnost pro průmysl cukerní (zde od roku 1900 předsedou správní rady). Jeho zásluhou je založení podniku Západočeské továrny kaolinové a šamotové v Praze, kde od počátku, tedy od roku 1899 po jedenáct let seděl ve správní radě.
Byl aktivní i v politice. Roku 1867 usedl do karlínského obecního zastupitelstva, po čtyřech letech i do městské rady. Od roku 1888 byl starostou Karlína a ve funkci setrval po jedenáct let. Od roku 1873 byl členem místní školní rady, od roku 1884 i okresní školní rady. V roce 1883 byl zvolen do okresního výboru v Karlíně. Koncem 80. let 19. století se zapojil i do zemské politiky. Ve volbách v roce 1889 byl zvolen v městské kurii (volební obvod Karlín) do Českého zemského sněmu. Politicky patřil k staročeské straně.
Zemřel na Nový rok 1916 na komplikace vyvolané v prosinci 1915, kdy upadl ve svém bytě a zlomil si nohu. Následné léčení neuspělo kvůli již dřívějšímu onemocnění cukrovkou. Pohřební průvod byl vypraven od karlínského kostela svatého Cyrila a Metoděje. Pohřben byl na Vyšehradě.